# Phare de Wangerooge (1856)
L'ancien phare de Wangerooge (en allemand : Alter Leuchtturm Wangerooge) est un phare désactivé sur l'île de Wangerooge (Arrondissement de Frise - Basse-Saxe), en Allemagne.

## Histoire
L'ancien phare de Wangerooge a été mis en service le 15 décembre 1856. Il a été désactivé en décembre 1969 à la mise en service du nouveau phare. Il comporte un escalier intérieur de 161 marches pour accéder à la lanterne. En 1878 sa lentille de Fresnel a été changée pour recevoir une lampe de type Argand. La tour fut agrandie en 1927 avec une nouvelle lanterne. Il fut électrifié à l'aide de deux moteurs à vapeur situés dans un local près du phare. Il est situé à environ 6 km à l'est du nouveau phare.
Le phare possédait trois feux différents :
- Un feu de guidage émettant deux éclats blancs par période de 8 secondes visibles jusqu'à 30 milles nautiques (environ 56 km).
- Un feu de guidage émettant trois éclats blancs par période de 16 secondes visibles jusqu'à 30 milles nautiques (environ 56 km).
- Un feu fixe auxiliaire émettant un feu blanc visible jusqu'à 15 milles nautiques (environ 28 km) et un feu rouge visible jusqu'à 11 milles nautiques (environ 20 km).

Le phare a été racheté par la ville de Wangerooge et il est classé comme monument historique. Un petit musée  a été construit à proximité et le phare est visitable pendant les heures d'ouverture du musée.

## Description
Le phare  est une tour cylindrique en maçonnerie recouverte de plaque métallique de 39 m de haut, avec galerie et lanterne, montée sur une base conique. La tour est peinte en rouge avec une bande blanche sous la lanterne. La lanterne est noire avec un dôme vert Il émettait, à une hauteur focale de 36 m.
Identifiant : ARLHS : FED-252 - Amirauté : B1114 - NGA : ..... .
|                             |
| Les îles de Frise orientale |

|                         |
| Le phare (vue aérienne) |

|          |
| Le phare |

### Lien connexe
- Liste des phares en Allemagne